# Mieczysław Karłowicz
Mieczysław Karłowicz (11. prosince 1876 v obci Wiszniewo (dnes Višneva, Hrodenská oblast, Bělorusko) - 8. února 1909 ve Vysokých Tatrách) byl polský skladatel klasické hudby. Formálně sice nepatřil k hnutí Mladé Polsko, ale tvořil v jeho stylu,

## Život
Mieczysław Karłowicz strávil prvních šest let života na panství své rodiny v polském (dnes běloruském) Wisznievu. Roku 1882 rodina prodala svůj majetek a usadila se původně v Heidelbergu, pak v Praze, Drážďanech a konečně ve Varšavě.
Již v zahraničí během pobytu rodiny získal mladý Karłowicz kontakt s hudbou skladatelů Bizeta nebo Brahmse. V Drážďanech se začal v sedmi letech učit hrát na housle. Později studoval na hudební akademii ve Varšavě hru na housle a skladbu, pak od roku 1895 pokračoval ve studiu v Berlíně.
Během studií v Berlíně napsal svá první díla. V letech 1895–1896 napsal 20 písní pro hlas a klavír. V roce 1901 se vrátil do Varšavy a dokončil svá studia. V roce 1903 založil smyčcový orchestr ve Varšavě.
Roku 1906 navštívil Karłowicz (Zakopane) a objevil svou druhou vášeň kromě hudby: horolezectví a lyžování. Zapojil se do polské tatranské společnosti, fotografoval hory a publikoval zprávy o horskému turismu v časopisech.
V prvních letech 20. století se Zakopane stalo místem setkání polské bohémy. Karłowicz zemřel ve Vysokých Tatrách pohřben pod lavinou ve věku 32 let.
Ve svém krátkém životě Karłowicz vytvořil mnoho děl, které vstoupily do kánonu polské klasické hudby. Patří mezi ně:
- 20 písní pro hlas a klavír (1895–1896)
- symfonie „Znovuzrození“ (1902)
- koncert pro housle A dur (1902)
- 6 symfonických básní (1904–1909)